# Varčna vožnja
Varčna vožnja ali ekovožnja (ekonomična in ekološka vožnja) je način vožnje, ki stremi h kar najmanjšim povzročenim vplivom na okolje in h kar najmanjšim potovalnim stroškom. 
Varčna vožnja je v tesni povezavi z varno vožnjo, vendar vseh nasvetov ne gre upoštevati brezpogojno, saj je način vožnje treba prilagoditi prometnemu teku, razmeram in cestnoprometnim predpisom. 
Poenotene smernice za varno in varčno vožnjo med drugim objavljajo tudi avtomobilski proizvajalci.
Vozila redno servisirajmo. Redno preverjajmo tlak v pnevmatikah in ga vzdržujmo na predpisani ravni ali za decimalno mesto več.
Z vozila in iz njega odstranimo ves nepotreben balastni tovor, strešne prtljažnike in nosilce, kadar jih ne potrebujemo.
Motorja nikar ne ogrevajmo na mestu. Najbolje se bo ogrel med normalno vožnjo. 
Pri vžigu vozila ključ najprej obrnemo do prve stopnje in počakamo, da se na zaslonu ugasnejo prižgane svetlobne oznake. Nato lahko vžgemo motor.
Speljemo z minimalnim dodajanjem plina, dizelska osebna vozila lahko speljemo tudi sploh brez dodajanja plina.
Karseda kmalu pretaknemo v drugo prestavo, saj je vožnja v prvi prestavi najpotratnejša.
Stopalko za plin pohodimo do 2/3. Prenaglo speljevanje znatno povečuje porabo, odsvetovano pa je tudi prepočasno pospeševanje, ki je med drugim v nasprotju z načeli prometne pretočnosti.
Optimalno je z zmernim dodajanjem plina razmeroma kmalu doseči končno hitrost in jo vzdrževati s kar najmanj pospeševanja in zaviranja.
Karseda kmalu pretikajmo v višje prestave. Pretika se najraje pri:
- 2000 vrtljajih/min za avtomobile na dizelski pogon,
- 2500 vrtljajih/min za avtomobile na bencinski pogon.

Pri novejših vozilih lahko pri pretikanju tudi preskakujemo prestave, iz druge v četrto in šesto, in s tem privarčujemo gorivo, saj se pri vsakem pretikanju energija izgublja.
Pripomnimo, da obtežen avtomobil potrebuje več moči za speljevanje, enako je pri speljevanju na klancu.
Relativno najvarčnejša je daljinska vožnja pri hitrosti med
- 55 in 80 km/h v najvišji prestavi.

Pri nekaterih vozilih in pri nekaterih pogojih je najvarčnejša vožnja pri hitrosti
- 55 km/h v četrti prestavi.

S stališča varčne vožnje je najoptimalneje potovati po regionalni ali magistralni cesti pri hitrosti med 55 in 80 km/h v najvišji ali predzadnji prestavi, vendar le, če ta pot ni znatno daljša in hribovitejša od avtoceste, in ob pogoju, da z vožnjo ne ustvarjamo zastoja.
S stališča porabe goriva je absolutno najvarčnejša vožnja po avtocesti v najvišji prestavi s hitrostjo med 70 in 80 km/h (upoštevajmo, da je za vožnjo po avtocesti predpisana minimalna hitrost 60 km/h na voznem pasu ter 90 km/h na prehitevalnem pasu). Upoštevati je treba tudi določilo Zakona o pravilih cestnega prometa, po katerem s svojo vožnjo ne smemo ustvarjati zastoja ali kolone, ki se je ne bi dalo prehiteti po istosmernem pasu. Pri vožnji po avtocesti je ta verjetnost manjša zaradi prehitevalnega pasu, ki je namenjen hitrejšim vozilom.
Zmotno in nevarno je prepričanje, da je varčno voziti v t. i. uporovnem zavetju za tovornjakom, avtobusom ali drugim večjim vozilom, saj ob upoštevanju ustrezne varnostne razdalje 2 sekund in hitrosti, ki pri tovornjaku oziroma avtobusu znaša 90 oziroma 100 km/h, vozimo na razdalji 50 oziroma 55 metrov, pri čemer je učinek uporovnega zavetja zanemarljiv, vožnja na manjši varnostni razdalji od predpisane pa nevarna in prepovedana. Varen in legalen izkoristek uporovnega zavetja obstaja pri vožnji v koloni s hitrostjo do 50 km/h in varnostno razdaljo 1 sekunde. Pri razdaljah nad 15 metrov se učinek uporovnega zavetja zaradi vrtinčastih tokov izniči.
Pri običajni obtežitvi vozila je najbolje voziti s:
- 1500–1800 vrtljaji/min za avtomobile na dizelski pogon,
- 1800–2000 vrtljaji/min za avtomobile na bencinski pogon.

Pomnimo, da je vožnja pri nižjih obratih lahko škodljiva za vozilo in ni v skladu z načeli varčne vožnje.
Hladilna naprava povečuje porabo goriva, grelna pa ne.
Pri hitrostih do 50 km/h je učinek zračnega upora zanemarljiv in je namesto uporabe hladilne naprave priporočljivo odpreti okna. Pri hitrostih nad 50 km/h je varčneje uporabljati hladilno napravo, vendar na nižji stopnji moči in na temperaturi, ki ni pretirano nižja od zunanje, ter ob predhodno ohlajenem zraku v prostoru.
Zaviranje in pospeševanje sta največja potratnika energije v prometu. S pogledom, uprtim daleč predse, in s predvidevanjem prometnega teka se je skoraj vselej možno izogniti nepotrebnemu zaviranju in ponovnemu pospeševanju.
Zavirajte z motorjem vselej, ko je mogoče, in sicer tako, da pretaknete v nižjo prestavo. Pri tem pazite, da števec ne zaide pod 1000–1200 vrtljajev/min, saj tresljaji dolgoročno lahko kvarno vplivajo na kakovost delov vozila.
Nepotrebnemu zaviranju in ponovnemu pospeševanju se izognemo z nakazovanjem namere zavijanja z dosledno uporabo smernikov.
Pri vožnji skozi križišče vselej spremljajmo odštevalnik, kjer je ta nameščen na semaforju. Kjer ga ni, si lahko pomagamo s spremljanjem semaforja za pešce v smeri, vzporedni naši vožnji, saj se rdeča luč na njem prižge nekoliko prej in nam nakaže skorajšnji prižig rdeče luči tudi za vozila.
Teoretično se pri sodobnih vozilih na dolgi rok izplača ugašanje motorja pri vsakem mirovanju, daljšem od 10 sekund. Smiselno je motor ugasniti vsaj pri mirovanju, daljšem od pol minute, saj je morebitna obraba delov vozila cenovno še zmeraj ugodnejša od privarčevanega goriva.
Segrevanje vpliva na kakovost goriva.
Vselej, ko je mogoče, parkirajmo v senci.